# 潘帕奇里區
14°11′S 73°33′W / 14.183°S 73.550°W
潘帕奇里區（西班牙語：Distrito de Pampachiri），是秘魯的一個區，位於該國南部阿普里馬克大區的安達韋拉斯省，面積602.5平方公里，海拔高度3,362米，2005年人口2,948，人口密度每平方公里4.9人。